# Időszaki kiadvány
Az időszaki kiadvány (periodika) olyan előre meg nem határozott időtartamra tervezett kiadvány, amely egymást követő részegységekből (számokból, füzetekből, kötetekből, évfolyamokból stb.) áll; ezeket rendszerint számozásuk, keltezésük, kronologikus vagy egyéb megjelölésük különbözteti meg egymástól.

## Az időszaki kiadvány legfontosabb fajtái
(az előállítás módjára való tekintet nélkül)
- hírlapok (napilapok, hetilapok),
- folyóiratok,
- magazinok,
- évkönyvek,
- konferenciák időszakosan megjelent kiadványai,
- időszakosan megjelenő adat- és címtárak, bibliográfiák, repertóriumok stb.,
- időszakosan megjelenő egyéb kiadványok (jelentések, beszámolók, közlemények, tanulmánygyűjtemények, antológiák stb.),
- sorozatok

Önálló időszaki kiadványnak kell tekinteni az olyan mellékleteket, különszámokat, amelyek saját állandó címmel, rendszerint saját szerzőségi adatokkal és önálló számozási adatokkal is rendelkeznek.
Időszaki kiadványok nemzetközi azonosító száma az ISSN szám.

## Online folyóirat keresők
- MATARKA
- HUMANUS
- Nemzeti Periodika Adatbázis
- EHM közös kereső az NPA, MATARKA, HUMANUS adatbázisokban
- PRESSDOK Hírlapok kereséséhez